# F. A. L. Jakob
Friedrich August Leberecht Jakob (* 25. Juni 1803 in Kroitsch, Fürstentum Liegnitz; † 20. Mai 1884 in Liegnitz, Landkreis Liegnitz, Provinz Schlesien) war ein deutscher Komponist, Organist, Kantor und Musikwissenschaftler.

## Leben
Jakob war von 1824 bis 1878 evangelischer Kantor in Konradsdorf im Landkreis Goldberg. Er gab mehrere Liedersammlungen und musikpädagogische Werke heraus und war längere Zeit gemeinsam mit Ludwig Erk Mitredakteur der Musikzeitschrift Euterpe.

## Werke
- Fassliche Anweisung zum Gesang-Unterricht in Volksschulen: Nach naturgemäßen Grundsätzen und das Singen nach Noten und Ziffern verbindend bearbeitet von Friedrich August Leberecht Jakob. Grüson, Breslau 1828 (Digitalisat).
- Deutschlands spielende Jugend: eine Sammlung beliebter Jugend-, Turn-, Volks- und Gesellschaftsspiele, nebst Anleitung zur Veranstaltung von Wettkämpfen, sowie Rätseln verschiedener Art, Kunststücken, Ab- und Auszählreimen und Pfänderauslösungen: für Lehrer, Eltern und Freunde froher Jugend und diese selbst. 2. Auflage. Kummer, Leipzig 1879 (Digitalisat).
- Deutsche Volks- und Turnspiele (168) für Jung und Alt: ein Handbüchlein für Aeltern, Lehrer, Erzieher, Kinder- und Jugendfreunde sowie eine Beigabe zu jedem Turn-Leitfaden; mit einer Notenbeilage. Maruschke & Berendt, Breslau 1865 (Digitalisat).
- Reformatorisches Choralbuch für Kirche, Schule und Haus oder Allgemeines Choralbuch für die Deutsche evangelische Kirche: auf Quellenforschung gestützter Beitrag zur Regeneration des evangelischen Kirchengesanges. = Allgemeines vierstimmiges Kirchen- und Haus-Choralbuch für die Königlichen Preußischen-Schlesischen Lande. Stubenrauch, Berlin 1873 (1. Teil: Digitalisat; 2. Teil: Digitalisat).
- Der Volkssänger. Eine Sammlung ächter deutscher Volksweisen mit alten und neuen Texten: der sanglustigen Jugend in allen deutschen Gauen, besonders den Volksschulen. Zwei Hefte. Baedeker, Essen 1845–1847.
- Liederwäldchen. Sammlung ächter deutscher Volksweisen mit alten und neuen Texten; für Kleinkinder- und (niedern Klassen der) Volks-Schulen. 1. 42 ein- und zweistimmige Lieder enthaltend. 2. Auflage. Bädeker, Essen 1847.
- Mitteilungen aus dem Leben Ernst Hentschels, K. Musikdirektors und ersten Seminarlehrers in Weißenfels: biographische, pädagogische und musikalische Aphorismen aus dem Briefwechsel desselben mit einem Jugendfreunde. C. Merseburger, Leipzig 1882.